# Уловки Фенисы
«Уловки Фенисы» (исп. El Ansuelo de Fenisa) — комедия испанского драматурга Лопе де Веги, впервые опубликованная в 1617 году в составе «VIII части комедий Лопе де Вега». В 1618 году автор включил её в перечень своих пьес, дополнивший второе издание романа «Странник в своём отечестве». В первом издании романа, вышедшем в 1604 году, «Уловки Фенисы» не указаны, так что, видимо, они были написаны между этими двумя датами. В тексте упоминается как вице-король Сицилии Лоренсо Суарес де Фигероа, герцог Фериа, занимавший эту должность в 1602—1606 годах, что ещё больше сужает пространство для датировок.
Неясно, ставилась ли пьеса на сцене при жизни автора. В 1812 году состоялся премьерный спектакль в мадридском театре «Принсипе». В 1842 году «Уловки Фенисы» перевели на французский язык, в 1893 году был опубликован перевод на русский.